# LWJGL
LWJGL (Lightweight Java Game Library) とはコンピュータゲーム向けのJavaプラットフォームのオープンソースライブラリである。
LWJGL は高速なクロスプラットフォームのライブラリで、主に、ゲームやマルチメディア作品で使われている。OpenGL, Vulkan, OpenAL, OpenCL を Java から使えるようにし、ゲームパッドやハンドルやジョイスティックなどのコントローラをOSに依存しない形でアクセスできるようにする。
既存のJavaプラットフォームの技術では実装不可能だったり、貧弱にしか実装できなかったりするリソースにJava開発者がアクセスできるようにする技術を提供することがLWJGLの開発の主目的となっている。主な哲学は下のレイヤー技術への薄いラッパーを提供することであり、それ故、単純なAPIを提供している。多くのJavaゲームエンジンやライブラリの基礎ライブラリとなっている。
LWJGL はBSDライセンスで公開されている。
2014年11月13日にバージョン3の開発がアナウンスされ、2015年4月27日にアルファ版、2015年11月20日にベータ版、そして2016年06月03日に正式版がリリースされた。LWJGL3では完全に書き直され、GLFW、EGL、Objective-Cを含む多くのバインディングが追加された。またOculus Riftの開発をサポートするためLibOVRのバインディングが追加された。